# Беляковка (Кемеровская область)
Беляковка — упразднённая в 2024 году деревня в Тяжинском районе Кемеровской области России. 
Входила на год упразднения в состав Акимо-Анненской сельской территории Тяжинского административного района в рамках административно-территориального устройства и в состав Тяжинского муниципального округа в рамках организации местного самоуправления.

## География
Урочище расположено на реке Кузьминка.
Центральная часть урочища расположена на высоте 264 метров над уровнем моря.

## История
Входила до 2019 года в состав Акимо-Анненского сельского поселения Тяжинского муниципального района.
В 2019—2024 годах в составе Тяжинского муниципального округа
Исключена из учётных данных в 2024 году.

## Население
| 1970 | 1979 | 1989 | 2002 | 2010 | 2021 |
| ---- | ---- | ---- | ---- | ---- | ---- |
| 497  | ↘264 | ↘252 | ↘77  | ↘0   | →0   |